# 세천역
세천역(Secheon station, 細川驛)은 대전광역시 동구 세천동에 있는 경부선의 철도역이다. 상대적으로 도시화가 되지 않아 여객 수요가 없어서, 여객열차는 무정차 통과한다. 교행이나 운전 목적으로 운영되는 역이다.

## 역 정보
여객열차는 무궁화호가 등기 취급을 위해 하루에 편도 1회로 이 역에 정차하였던 적이 있으나 현재는 무정차 통과하며, 화물 영업도 하지 않고 있다.
과거에는 양쪽에 승강장도 있는 등 지금과는 구조가 크게 달랐으나 KTX 운행을 위해 선로를 개량하면서 통과 속도 향상과 함께 양 끝단의 선형도 직선으로 펴졌으며 승강장도 없어졌다.

## 역사
- 1926년 10월 1일 : 영업 개시[1]
- 1977년 5월 16일 : 여객 취급 중지[2]